# Тіту
Тіту (рум. Titu) — місто у повіті Димбовіца в Румунії. Адміністративно місту підпорядковані такі села (дані про населення за 2002 рік):
- Мерень (167 осіб)
- Плопу (671 особа)
- Селкуца (1054 особи)
- Фуся (610 осіб)
- Хаджоайка (373 особи)

Місто розташоване на відстані 48 км на північний захід від Бухареста, 30 км на південь від Тирговіште, 144 км на схід від Крайови, 110 км на південь від Брашова.

## Населення
За даними перепису населення 2002 року у місті проживали 10 183 особи.
Національний склад населення міста:
| Національність | Кількість осіб | Відсоток |
| -------------- | -------------- | -------- |
| румуни         | 10024          | 98,4%    |
| цигани         | 154            | 1,5%     |
| угорці         | 3              | < 0,1%   |
| німці          | 2              | < 0,1%   |

Рідною мовою назвали:
| Мова      | Кількість осіб | Відсоток |
| --------- | -------------- | -------- |
| румунська | 10171          | 99,9%    |
| циганська | 8              | 0,1%     |
| угорська  | 3              | < 0,1%   |
| німецька  | 1              | < 0,1%   |

Склад населення міста за віросповіданням:
| Релігія       | Кількість осіб | Відсоток |
| ------------- | -------------- | -------- |
| православні   | 9979           | 98,0%    |
| п'ятдесятники | 105            | 1,0%     |
| адвентисти    | 38             | 0,4%     |
| лютерани      | 17             | 0,2%     |
| римо-католики | 16             | 0,2%     |
| бретрени      | 8              | 0,1%     |
| реформати     | 3              | < 0,1%   |
| баптисти      | 3              | < 0,1%   |
| мусульмани    | 1              | < 0,1%   |
| юдеї          | 1              | < 0,1%   |
| атеїсти       | 1              | < 0,1%   |

## Зовнішні посилання
- Дані про місто Тіту на сайті Ghidul Primăriilor